# Tomi Joutsen
Tomi Joutsen (Lohja, 30 de abril de 1975) é um músico finlandês. É o vocalista da banda Amorphis e Sinisthra. 
Em 1999, fundou a banda Sinisthra com Markku Mäkinen com o nome de Nevergreen. Seu estilo de vocal é bem diferente comparando com o tradicional Heavy metal e Punk rock cantado com alta frequência pelo antigo vocalista do Amorphis, Pasi Koskinen. A voz de Joutsen é única e muito versátil, com um excelente vocal limpo e gutural. Entrou na banda Amorphis em 2006 com o álbum Eclipse, seguido de Silent Waters de 2007 e do aclamado álbum Skyforger em 2009. Seu trabalho mais recente é o Queen of Time, lançado em 2018.